# Carla Gugino
Carla Gugino (Sarasota, Califòrnia, 29 d'agost de 1971) és una actriu estatunidenca. Després d'aparèixer a Troop Beverly Hills (1989) i La vida d'aquest noi (1993), va rebre el reconeixement pels seus papers protagonistes com a Ingrid Cortez a la trilogia <i id="mwFQ">Spy Kids</i> (2001–2003), com a Rebecca Hutman a Night at the Museum (2006), com a Laurie Roberts a American Gangster (2007), com a Karen Corelli a Assassinat just (2008), com a Alex Friedman a Race to Witch Mountain (2009), com a Sally Jupiter a Watchmen (2009), com a Vera Gorski a Sucker Punch (2011), com a Amanda Popper a Mr. Popper's Penguins (2011). ), com a Emma Gaines a San Andreas (2015) i com a Jessie Burlingame a Gerald's Game (2017).
Gugino també va interpretar el personatge principal a la sèrie dramàtica criminal Karen Sisco (2003), la sèrie de ciència-ficció Threshold (2005–2006), la sèrie de terror sobrenatural The Haunting of Hill House (2018) i la sèrie dramàtica criminal Jett (2019); també va aparèixer a The Haunting of Bly Manor (2020).

## Primers anys
Gugino va néixer a Sarasota, Florida, filla de Carl Gugino, un ortodoncista d'ascendència italiana i mare d'ascendència anglesa i irlandesa descrita com a «bohèmia». Els seus pares es van separar quan ella tenia dos anys, i després va viatjar entre la casa del seu pare i el seu mig germà Carl Jr. a Sarasota, i la seva casa a Paradise, Califòrnia.
Ella ha dit de la seva educació: «Vaig viure en un tipi al nord de Califòrnia i una furgoneta a Big Sur. Amb el meu pare, vivia en una casa preciosa amb piscina i pista de tennis i vaig anar a Europa a passar els estius. Així que tinc la sensació d'haver viscut dues infanteses». Va treballar com a model adolescent i va fer classes d'actuació a proposta de la seva tia, Carol Merrill. Finalment es va emancipar legalment quan tenia 16 anys.

## Carrera
El treball televisiu de Gugino a finals de la dècada de 1980 i principis dels noranta va incloure aparicions a Good Morning, Miss Bliss, Saved by the Bell, Who's the Boss?, ALF, Doogie Howser, MD, The Wonder Years, <i id="mwXg">Webster</i> i un paper recurrent a Falcon Crest. Al cinema, Gugino va aparèixer a la pel·lícula de Shelley Long Troop Beverly Hills (1989) i va protagonitzar amb Pauly Shore la comèdia romàntica Son in Law (1993). Va aparèixer al vídeo de la cançó de Bon Jovi de 1994 «Always».
El 1995, Gugino va aparèixer com Nan St. George (més tard la duquessa de Trevenick) amb Greg Wise i James Frain a la minisèrie de la BBC The Buccaneers, una adaptació de l'última novel·la d'Edith Wharton. Va interpretar Ashley Schaeffer, l'interès amorós del personatge de Michael J. Fox, durant la primera temporada de la comèdia Spin City el 1996. Va actuar al costat de Nicolas Cage a Ulls de serp de Brian De Palma i a El petó de Judes, que també va coproduir. Va aparèixer com la doctora Gina Simon durant la darrera temporada del drama mèdic de televisió Chicago Hope (1999–2000).
El 2001, va aparèixer com la matriarca familiar Ingrid Cortez a la primera pel·lícula Spy Kids (així com a les dues seqüeles de la pel·lícula el 2002 i el 2003).
Va protagonitzar dues sèries de televisió de curta durada: el drama criminal de l'ABC Karen Sisco el 2003 i la sèrie de ciència-ficció de la CBSThreshold el 2005. Aquell mateix any, Gugino va aparèixer com Lucille a l'adaptació de la novel·la gràfica Sin City de Frank Miller. L'any següent, va aparèixer a la pel·lícula Night at the Museum com l'interès amorós de Ben Stiller.
Del 17 de gener al 17 de febrer de 2009, Gugino va interpretar a Abby a Desire Under the Elms d'Eugene O'Neill al Goodman Theatre de Chicago, Illinois. Charles Isherwood, de The New York Times, va elogiar l'actuació de Gugino, dient: «Gugino mostra una profunditat i un ventall expressiu que no puc imaginar que cap altra actriu aconsegueixi amb una honestedat tan fulgurant i una veritat esquinçadora. És magnífica». Durant els tres primers mesos del 2009 es van estrenar tres llargmetratges amb Gugino: el thriller The Unborn, la pel·lícula Watchmen, en què interpretava a Sally Jupiter, i el remake d'aventures Race to Witch Mountain, que va protagonitzar al costat de Dwayne Johnson. Aquell abril, va rebre una nominació al premi Outer Critics Circle com a millor actriu en una obra de teatre per la seva actuació a Desire Under the Elms. Més tard, el novembre d'aquell any, va aparèixer com a actriu pornogràfica a la comèdia Women in Trouble, que va generar una seqüela el 2010, Elektra Luxx, titulada pel seu personatge.
A mitjan 2012, Gugino va tenir un paper protagonista com a Susan Berg, una periodista d'investigació de Washington, DC, a la minisèrie Political Animals de USA Network. El 2015, va tenir paper protagonista a la pel·lícula de desastres San Andreas, en la qual va tornar a atuar al costat de Dwayne Johnson.